# 1. deild kvinnur (2004)
W roku 2004 odbyła się 20. edycja 1. deild kvinnur – pierwszej ligi piłki nożnej kobiet na Wyspach Owczych. W rozgrywkach wzięło udział 7 klubów z całego archipelagu. Tytułu mistrzowskiego broniła drużyna KÍ Klaksvík, zdobywając go ponownie po raz szósty w swojej historii.
Mistrz Wysp Owczych dostawał prawo do gry w Pucharze UEFA Kobiet.

## Uczestnicy
| Uczestnicy 1. deild kvinnur 2003                                                                              | Uczestnicy 1. deild kvinnur 2003 | Uczestnicy 1. deild kvinnur 2003 | Uczestnicy 1. deild kvinnur 2003 |
| --- | -------------------------------- | -------------------------------- | -------------------------------- |
| KÍ | KÍ Klaksvík                      | 1                                |                                  |
| B36 | B36 Tórshavn                     | 4                                |                                  |
| EBS | EB/Streymur                      | 6                                |                                  |
| AB | AB Argir                         | 7                                |                                  |
| SÍS | SÍ Sumba                         | 8                                |                                  |
| FSV | FS Vágar                         | 9                                |                                  |
| Nowi uczestnicy                                                                                               |                                  |                                  |                                  |
| GÍ68 | GÍ Gøta/B68 Toftir               |                                  |                                  |
| Oznaczenia: - kolumna pierwsza – skróty nazw drużyn, - kolumna trzecia – miejsce zajęte w poprzednim sezonie. |                                  |                                  |                                  |

## Rozgrywki

### Tabela ligowa
| Lp. | Drużyna            | M  | Z  | R | P | Bramki | Bramki | Różn. | Pkt | Uwagi                       |
| --- | ------------------ | -- | -- | - | - | ------ | ------ | ----- | --- | --------------------------- |
| 1   | KÍ Klaksvík (M)    | 10 | 10 | 0 | 0 | 90     | 6      | +84   | 30  | Puchar UEFA • Runda grupowa |
| 2   | B36 Tórshavn       | 10 | 8  | 0 | 2 | 49     | 12     | +37   | 24  |                             |
| 3   | GÍ Gøta/B68 Toftir | 10 | 5  | 0 | 5 | 26     | 52     | −26   | 15  |                             |
| 4   | AB Argir           | 10 | 3  | 0 | 7 | 14     | 35     | −21   | 9   |                             |
| 5   | EB/Streymur        | 10 | 2  | 1 | 7 | 15     | 42     | −27   | 7   |                             |
| 6   | FS Vágar           | 10 | 1  | 1 | 8 | 10     | 57     | −47   | 4   |                             |
| 7   | SÍ Sumba (S)       | 0  | 0  | 0 | 0 | 0      | 0      | 0     | 0   | Drużyna rozwiązana          |

### Wyniki spotkań
| Gospodarz \ Gość   | AB   | B36 | EBS | FSV  | GÍ68 | KÍ   | SÍS |
| AB Argir           |      | 2:4 | 2:1 | 3:2  | 5:2  | 0:7  | 1   |
| B36 Tórshavn       | 3:1  |     | 9:0 | 2:0  | 9:0  | 2:4  | 1   |
| EB/Streymur        | 2:1  | 1:3 |     | 3:1  | 3:5  | 1:7  | 1   |
| FS Vágar           | 1:0  | 0:8 | 1:1 |      | 4:5  | 1:11 | 1   |
| GÍ Gøta/B68 Toftir | 2:0  | 2:8 | 4:3 | 5:0  |      | 1:11 | 1   |
| KÍ Klaksvík        | 11:0 | 2:1 | 9:0 | 19:0 | 9:0  |      | 1   |
| SÍ Sumba           | 1    | 1   | 1   | 1    | 1    | 1    |     |

Aktualne na 13 maja 2015. Źródło: FaroeSoccer.com
Objaśnienia:
1Drużyna gospodarzy jest wymieniona po lewej stronie tabeli.
Kolory: zielony – zwycięstwo gospodarzy, żółty – remis, różowy – zwycięstwo gości.
Objaśnienia:
1. SÍ Sumba wycofał się z rozgrywek, przez co uznano wszystkie mecze, które miał rozegrać za niedobyte.

## Najlepsi strzelcy
| Bramki | Strzelcy              | Drużyna            |
| ------ | --------------------- | ------------------ |
| 30     | Rannvá Andreasen      | KÍ Klaksvík        |
| 26     | Malena Josephsen      | KÍ Klaksvík        |
| 15     | Halltóra Joensen      | B36 Tórshavn       |
| 14     | Vivian Bjartalíð      | KÍ Klaksvík        |
| 9      | Heidi Heinesen        | GÍ Gøta/B68 Toftir |
| 7      | Anja Maria Weyhe      | B36 Tórshavn       |
| 6      | Ása Dam á Neystabø    | B36 Tórshavn       |
| 6      | Elin Kathrina Thomsen | AB Argir           |
| 5      | 3 zawodniczki         | 3 zawodniczki      |
| 4      | 3 zawodniczki         | 3 zawodniczki      |
| 3      | 4 zawodniczki         | 4 zawodniczki      |
| 2      | 14 zawodniczek        | 14 zawodniczek     |
| 1      | 20 zawodniczek        | 20 zawodniczek     |
| sam.   | 4 zawodniczki         | 4 zawodniczki      |

## Nagrody
Na koniec sezonu FSF Føroya przyznał nagrody dla najlepszych graczy sezonu. Ostateczne wyniki prezentowały się więc następująco:
| Nagroda             | Piłkarz            | Drużyna     |
| ------------------- | ------------------ | ----------- |
| Piłkarz Roku        | Rannvá Andreasen   | KÍ Klaksvík |
| Bramkarz Roku       | Randi Wardum       | KÍ Klaksvík |
| Trener Roku         | Jón Harald Poulsen | KÍ Klaksvík |
| Młody Zawodnik Roku | Rakul Magnussen    | EB/Streymur |